# Karl 2. af Parma
Karl Ludvig Ferdinand (italiensk: Carlo Ludovico Ferdinando; 22. december 1799 – 16. april 1883) var konge af Etrurien (som Ludvig 2.) fra 1803 til 1807, hertug af Lucca (som Karl 1.)  fra 1824 til 1847 og endelig hertug af Parma (som Karl 2.) fra 1847 til 1849.

## Ægteskab og børn
Karl giftede sig den 5. september 1820 i Lucca med prinsesse Maria Teresa af Savoyen, datter af kong Viktor Emanuel 1. af Sardinien. I ægteskabet blev der født to børn:
- Luisa (1821 – 1823)
- Karl 3., Hertug af Parma (1823–1854)

## Eksterne links
- Wikimedia Commons har flere filer relateret til Karl 2. af Parma

| Karl 2.Huset Bourbon-ParmaSidelinje af Huset BourbonFødt: 22. december 1799 Død: 16. april 1883 |                                              |                                   |
| Titler som regent                                                                               |                                              |                                   |
| Foregående: Ludvig 1.                                                                           | Konge af Eturien (som Ludvig 2.) 1803 – 1807 | Efterfølgende: Ingen (Annekteret) |
| Foregående: Maria Luisa                                                                         | Hertug af Lucca (som Karl 1.) 1824 – 1847    | Efterfølgende: Ingen (Annekteret) |
| Foregående: Marie Louise                                                                        | Hertug af Parma (som Karl 2.) 1847 – 1849    | Efterfølgende: Karl 3.            |